# Havenspoorlijnen Wilhelminapier, Rijnhaven en Maashaven

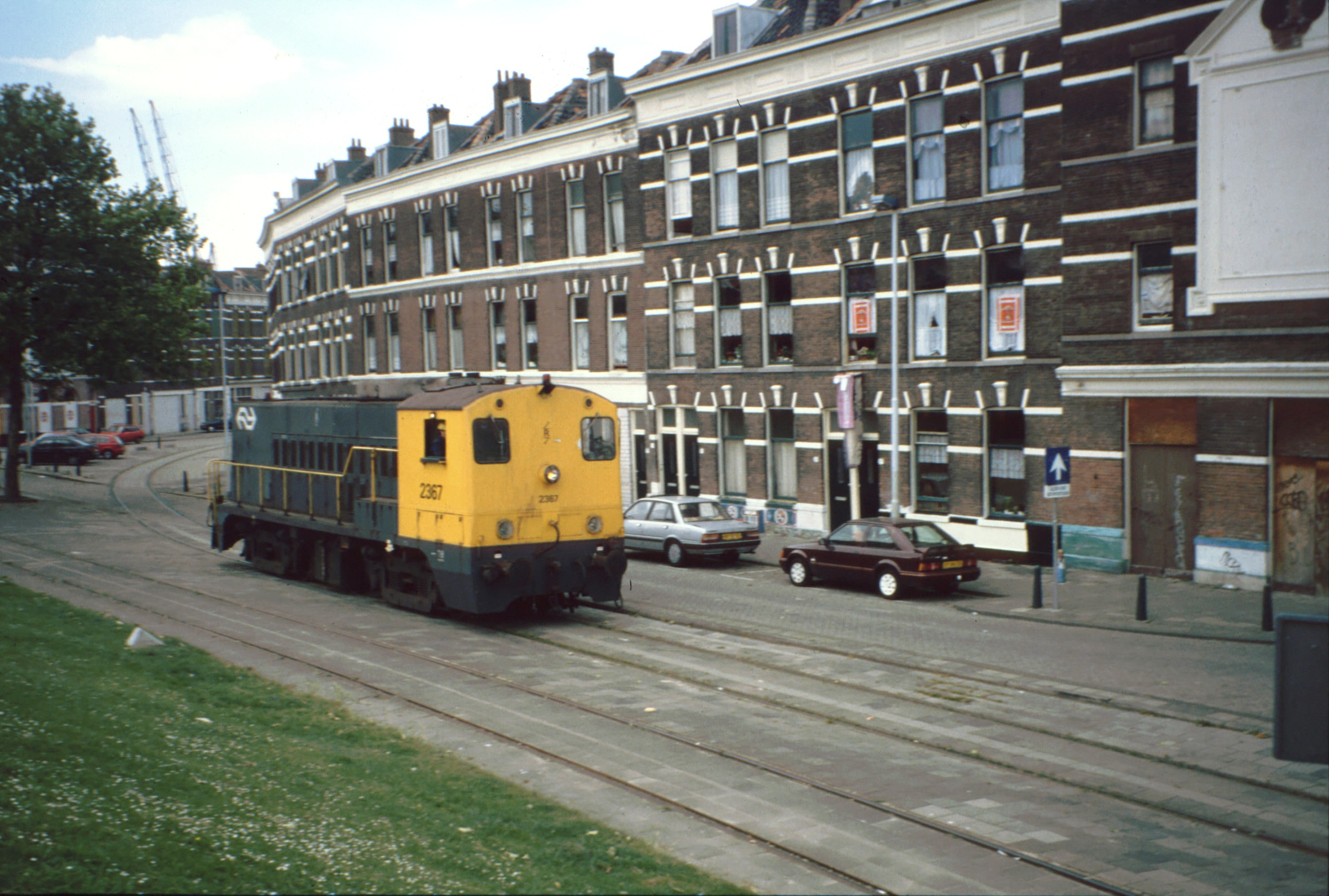
NS loc 2367 op het havenspoor op de Brede Hilledijk, 1992

De havenspoorlijnen Wilhelminapier, Rijnhaven en Maashaven was een aantal goederenspoorlijnen voor havens in Rotterdam-Zuid en maakten deel uit van de Havenspoorlijn Rotterdam. De spoorlijnen werden vanaf 1888 aangelegd en de laatste spoorverbinding was tot in 2002 in gebruik. Veel havenbedrijven verhuisden vanaf de jaren 1970 naar andere havens, waarna de havengebieden rond deze havens steeds meer een woonbestemming kregen. Na het opheffen van de laatste aansluiting werden vrijwel alle sporen opgebroken. Anno 2020 zijn slechts enkele fragmenten bewaard gebleven.
De havenspoorlijnen werden bediend door het locomotievendepot op het emplacement Feijenoord. De spoorlijnen waren via de emplacementen Feijenoord en IJsselmonde aangesloten op de Nederlandse hoofdspoorweg.

## Havens
De havenspoorlijnen ontsloten de volgende havens:
- Wilhelminakade, Nieuwe Maas
- Rijnhaven
- Eerste Katendrechtsehaven
- Tweede Katendrechtsehaven
- Maashaven

Tot 1928 (als hoofdaansluiting):
- Waalhaven
- Dokhaven
- Sint-Janshaven
- Petroleumhaven/Robbenoordsehaven

## Geschiedenis

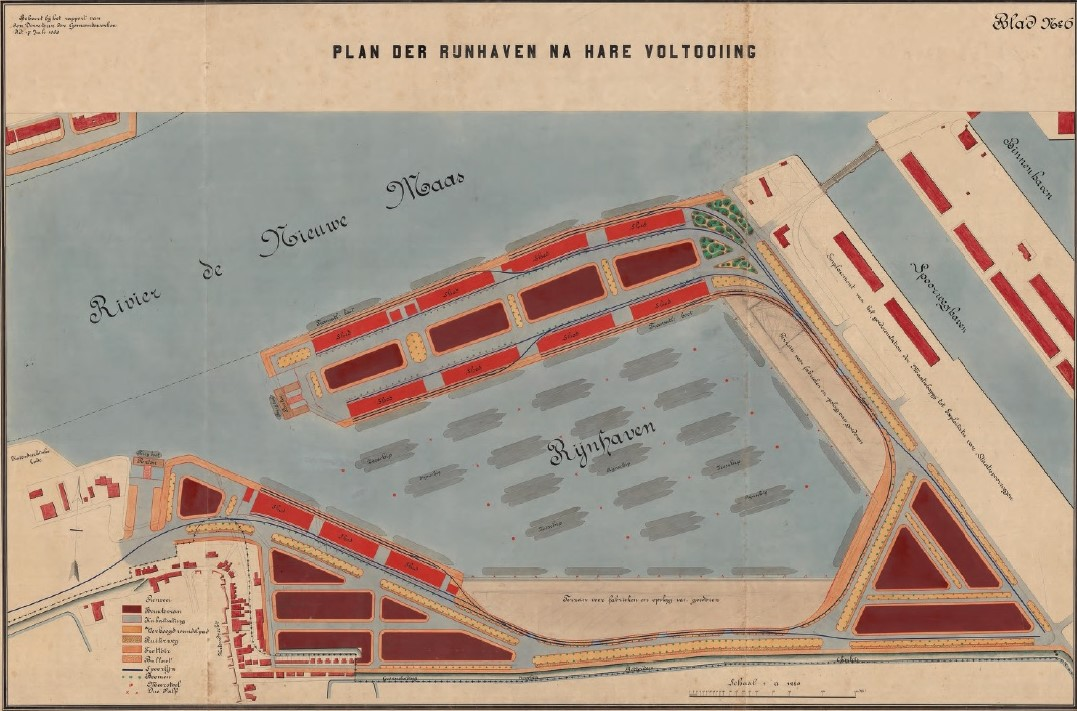
Ontwerp voor de Rijnhaven met havensporen, 1888

### 1878-1939
In de jaren 1870 groeide de Rotterdamse haven sterk. In 1872 kwam de Nieuwe Waterweg gereed, waardoor grote zeeschepen eenvoudiger de Rotterdamse havens konden bereiken. De eerste havens werden op Rotterdam-Zuid aangelegd door de Rotterdamsche Handelsvereeniging. Hierbij werd door de Rijksoverheid de Spoorweghaven aangelegd en gelijktijdig werden ook spoorverbindingen aangelegd om de goederen aan- en af- te kunnen voeren. In 1872 kreeg Rotterdam-Zuid een aansluiting op de lijn Spoorlijn Breda - Rotterdam. In 1877-1878 kwamen de Koningshavenbrug (De Hef) en de Willemsspoorbrug gereed en kregen de havens in Zuid ook een spoorverbinding naar Rotterdam-Noord en vandaar naar  Amsterdam. In dat jaar werd ook het Goederenstation Feijenoord met bijbehorend emplacement geopend.
Tussen 1885 en 1895 werd de Rijnhaven gegraven, de eerste moderne transito-haven van Rotterdam. Met de aanleg van de Rijnhaven ontstond de Wilhelminapier en werd het noordelijke deel van Katendrecht bebouwd met huizenblokken en havenbedrijven. In Katendrecht werd aan de Nieuwe Maas in 1887-1888 de Eerste Katendrechtse haven aangelegd. Dit was een overslaghaven voor hout. In 1895-1896 volgde de Tweede Katendrechtse haven, waar kool- en ertsoverslag plaatsvond.
In het definitieve ontwerp voor de Rijnhaven uit 1888 van Directeur Gemeentewerken Rotterdam Gerrit de Jongh, waren de benodigde havensporen al ingetekend. De sporen voor de Rijnhaven bestonden volgens een standaard ontwerp uit twee parallelle kadesporen, waar een hoge elektrische havenkraan overheen kon rijden. Naast deze sporen stonden de loodsen en veemgebouwen, die hun voorzijde aan een daarachter gelegen industriestraat hadden, waar ook goederensporen lagen. De havens werden bij oplevering van de kades direct aangesloten op het spoor, zodat een snelle aan- en afvoer van goederen mogelijk was. De aansluiting voor de Rijnhavensporen liep via de Hillekopbuurt naar het emplacement Feijenoord.
De havenspoorlijn op Katendrecht liep vanaf 1891 over de Katendrechtsedijk in zuidelijke richting door tot aan de Sluisjesdijk, waar de Dokhaven (1881), Sint Janshaven (1890) en de Petroleumhaven (1892) lagen. Deze verbinding bestond maar korte tijd, want tussen 1898 en 1905 werd de Maashaven aangelegd, waarbij de Katendrechtsedijk werd afgebroken en Katendrecht een schiereiland werd. De aansluiting werd omgelegd naar de Brielselaan. Ook de Maashavenkades en achtergelegen industriestraten op Katendrecht en bij de Brielselaan werden direct aangesloten op het spoor. Deze havensporen waren vanaf 1901 via de straatsporen op de Putselaan, Pretorialaan, Brielselaan en Doklaan aangesloten op het emplacement IJsselmonde. Dit spoor liep vanaf de Doklaan ook verder westelijk door naar de Sluisjesdijk.
Bij de Sluisjesdijk werd tussen 1907 en 1930 werd in vier fases de grote Waalhaven aangelegd. Het spoor van de Sluisjesdijk werd hiervoor in 1910 doorgetrokken naar de nieuwe Waalhavenkades en in 1912 tot aan Heijplaat. De havenspoorlijn werd voor de latere vergrotingen van de Waalhaven nog verlegd. Tot 1928 had het havenspoor van de Waalhaven nog zijn hoofdaansluiting op emplacement IJsselmonde via de Brielselaan-Putselaan. Omdat alle goederentreinen daar over de straatsporen moesten rijden, raakte deze aansluiting overbelast en werd voor de Waalhaven een directe hoofdaansluiting op IJsselmonde aangelegd via Lombardijen. De spooraansluiting van de Waalhaven-Oost op de Brielselaan bleef wel bestaan en was nog tot 1974 beperkt in gebruik. De havenspoorlijn Waalhaven wordt verder niet in dit artikel beschreven.
Na de ingebruikname van de sporen veranderde er weinig aan het sporenplan voor de Rijnhaven en Maashaven. Beide havens waren (ondanks economische crisissen tijdens de Eerste Wereldoorlog en in de jaren 1930) zeer succesvol, waardoor ook het goederenvervoer per spoor sterk toenam. Diverse bedrijven aan de havens kregen nog een aansluiting.

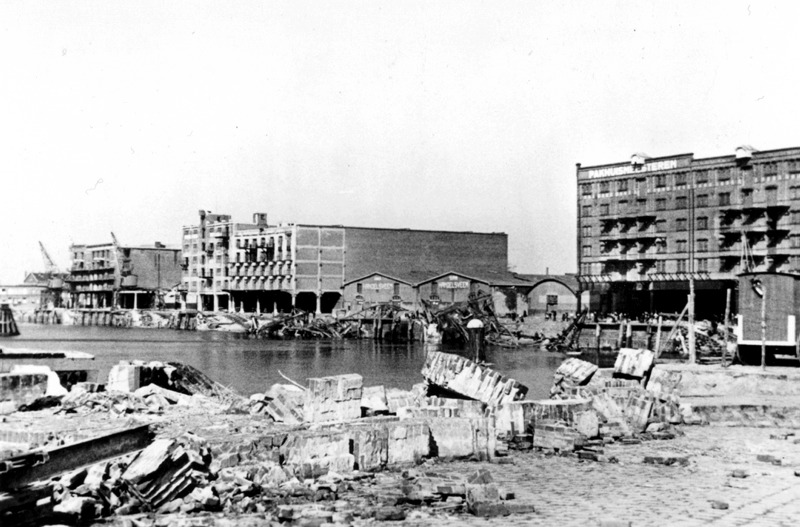
Resten van de verwoestingen door de Duitse Wehrmacht in september 1944 aan de Rijnhaven

### 1940-1945
Bij de inval van de Duitsers en het Bombardement van Rotterdam in mei 1940 bleef Rotterdam-Zuid grotendeels gespaard. Er vonden wel zware gevechten plaats bij de Wilhelminakade, waarbij een aanzienlijk deel van de loodsen werd verwoest. Ook op Katendrecht was schade.
De activiteiten in de havens gingen in de oorlogsjaren gewoon door, al waren de havens regelmatig doelwit van geallieerde bombardementen. Bovendien liep het aantal schepen dat nog in de havens aanmeerden gedurende de oorlog ver terug. Maar pas bij de Spoorwegstaking van 17 september 1944 begon reden er geen treinen meer naar de havens.
In deze maand rukten de geallieerden snel op naar België en Nederland. Op 4 september 1944 was de Haven van Antwerpen vrijwel ongeschonden in handen gekomen van de Britten. De Duitse bezetter wilde voorkomen dat dit met de Rotterdamse haven ook zou gebeuren, en het Duitse leger kreeg later die maand opdracht om de havens in Rotterdam-Zuid te verwoesten. Op 27 september werd een groot deel van de kades, haveninstallaties en loodsen aan de Wilhelminakade, Rijnhaven en Maashaven opgeblazen. De sporen op de kades werden hierbij verwoest.

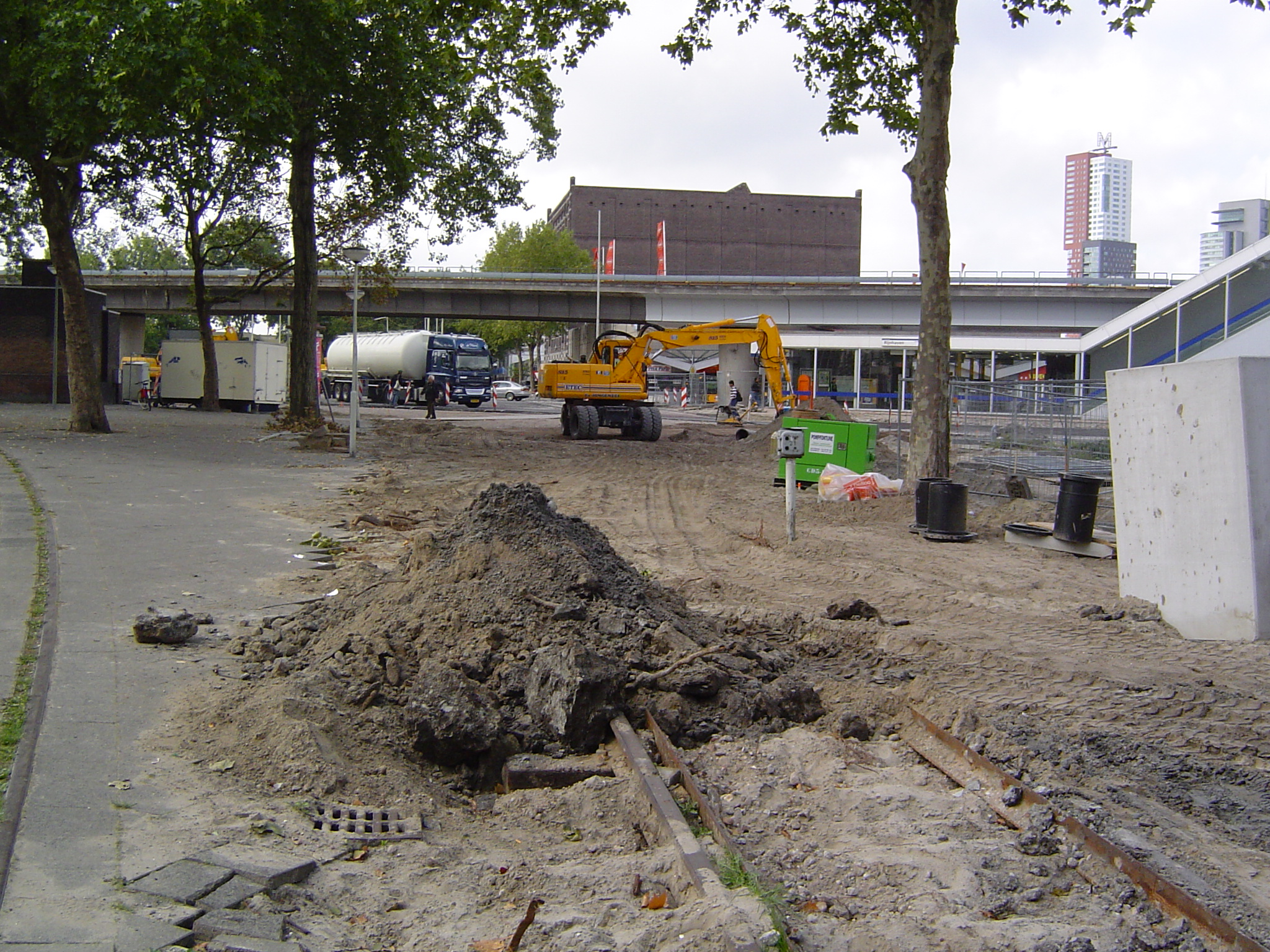
Opbreken van de rails op de kruising Brede Hilledijk-Hillelaan, 2007

### 1946-2020
De eerste jaren na de Tweede Wereldoorlog stonden in het teken van het herstel van de kades en havenbedrijven. Hierbij werden ook de havensporen weer aangelegd. In 1949 was alle schade aan de Rijnhaven en Maashaven hersteld en was door de aantrekkende economie de drukte in de havens weergekeerd.
Tijdens de Watersnood van 1953 stroomde ook de Rijnhaven en Maashaven over. Hierdoor kwamen de Hillekopbuurt en andere delen van de Afrikaanderwijk onder water te staan. Op sommige plaatsen, zoals de Putselaan, moest de rails hierna opnieuw aangelegd worden.
In de jaren 1960 gingen de Hillelaan en de in het verlengde daarvan liggende Maashaven Oostzijde op de schop. Naar aanleiding van de Watersnoodramp werd de laan verhoogd en tussen 1961 en 1967 werd de Rotterdamse metro aangelegd. In Rotterdam-Zuid kwam de metro op de Parallelweg bovengronds en vervolgde zijn weg via een hoog viaduct op de Hillelaan en Maashaven Oostzijde. De verhoging van de laan en de aanleg van het metroviaduct zorgden dat een aantal spoorlijnen kwam te vervallen of moest worden omgelegd. De goederensporen naar de Brielselaan, Katendrecht en Rijnhaven Oostzijde liepen op een aantal plaatsen onder het metroviaduct door.
De Rotterdamse haven bleef sterk groeien na de oorlog en er werden nieuwe havens ten westen van Rotterdam aangelegd. Vanaf 1966 kwam het containervervoer op en dit had grote gevolgen voor de Rijnhaven en de Maashaven, die hier niet voor waren ingericht. Veel havenbedrijven vertrokken vanaf deze jaren naar de westelijker gelegen havens. Ook de Holland Amerika Lijn bouwde zijn activiteiten af op de Wilhelminapier. De rederij had concurrentie gekregen van het vliegtuig en ging zich meer richten op cruisevaart. Het laatste lijnschip naar Amerika vertrok in 1971 en in 1975 staakte de H.A.L. ook haar vrachtvervoeractiviteiten op de Wilhelminapier. Door deze ontwikkelingen liep het goederenvervoer per trein bij de Rijnhaven en Maashaven ook sterk terug.
In 1976 werd naar aanleiding van de "Nota Herstructurering Oude Havengebieden" besloten dat de havens op Feijenoord en de 1e en 2e Katendrechtsehavens konden worden omgevormd tot woongebieden. De Rijnhaven en de Maashaven zouden volgens dit plan hun functie behouden, maar de havenactiviteiten bleven in de jaren daarna teruglopen. Vanaf midden jaren 1980 kreeg het gebied met de woningbouw op Katendrecht en de ontwikkeling van de Kop van Zuid steeds meer een woonbestemming.
In 1980 werd het spoor van emplacement IJsselmonde via de Putselaan naar de Brielselaan voor Maashaven Zuidzijde opgeheven. In de jaren 1990 werden de laatste havensporen bij de Maashaven Noordzijde, de Rijnhaven Oostzijde en de Wilhelminapier opgebroken. De laatste goederentrein naar Katendrecht reed in 2002, waarna de aansluiting op emplacement Feijenoord niet meer werd gebruikt. De sporen werden echter niet direct opgebroken, zodat op 20 november 2004 de museumtrein NS-41, met leden van de Werkgroep loc 1501, als laatste trein nog één keer over de Brede Hilledijk naar Katendrecht reed. Hierna werd de aansluiting van de havensporen opgeheven. In 2007 werd de rails op de kruisingen Brede Hilledijk-Hillelaan en Korte Hillestraat/Rijnhaven Z.z.-Hillelaan opgebroken.

### Restanten van het havenspoor
Na het opheffen van de aansluitingen zijn vrijwel alle resterende sporen ontmanteld. Alleen op Katendrecht liggen anno 2020 nog een paar sporen. Er liggen nog een paar korte stukken spoor in de middenberm van de Brede Hilledijk en op de industriestraat van de Rijnhaven Zuidzijde. Aan de Nico Koomanskade (voorheen Rijnhaven Zuidwestzijde) is bij de voormalige Fenix-loods 1 het oude kadespoor in de nieuwe bestrating verwerkt als herinnering aan het verleden. Deze locatie heeft een horeca- en woonbestemming gekregen. Het kadespoor loopt nog verder op de Paul Nijghkade voor de Fenix 2-loods, die in 2020 ook omgebouwd wordt.

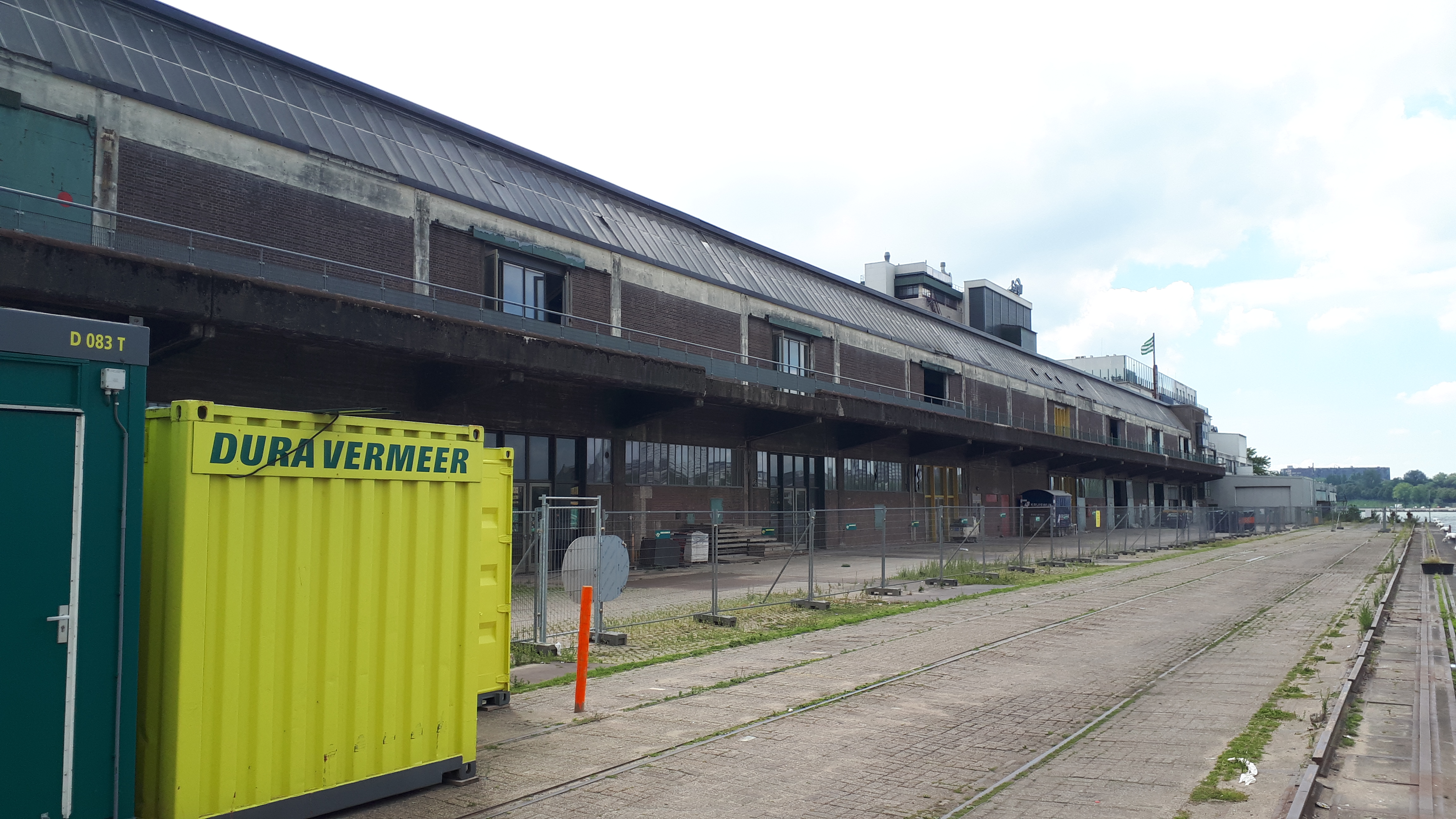
Paul Nijghkade, 2020
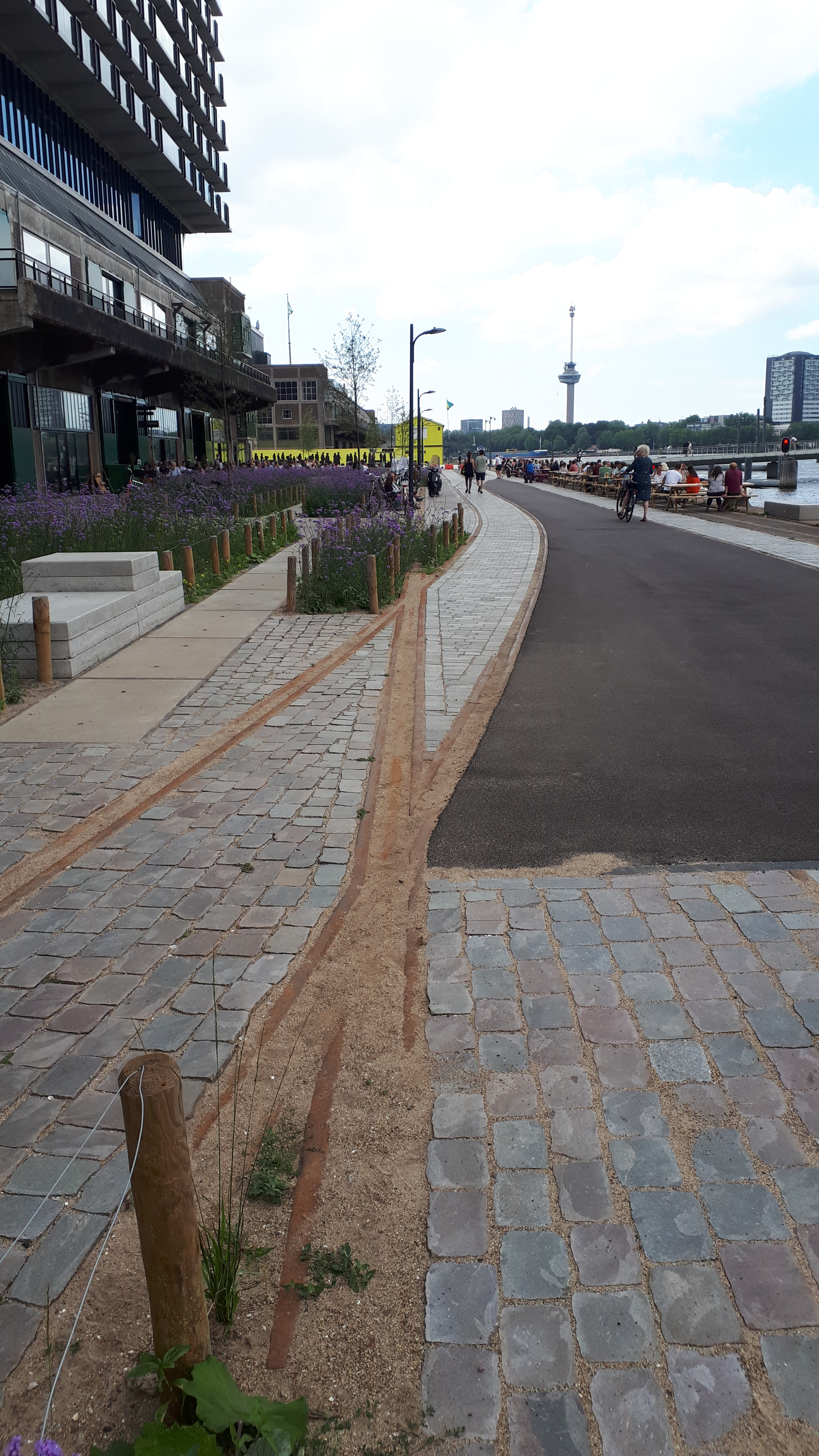
Nico Koomanskade, 2020
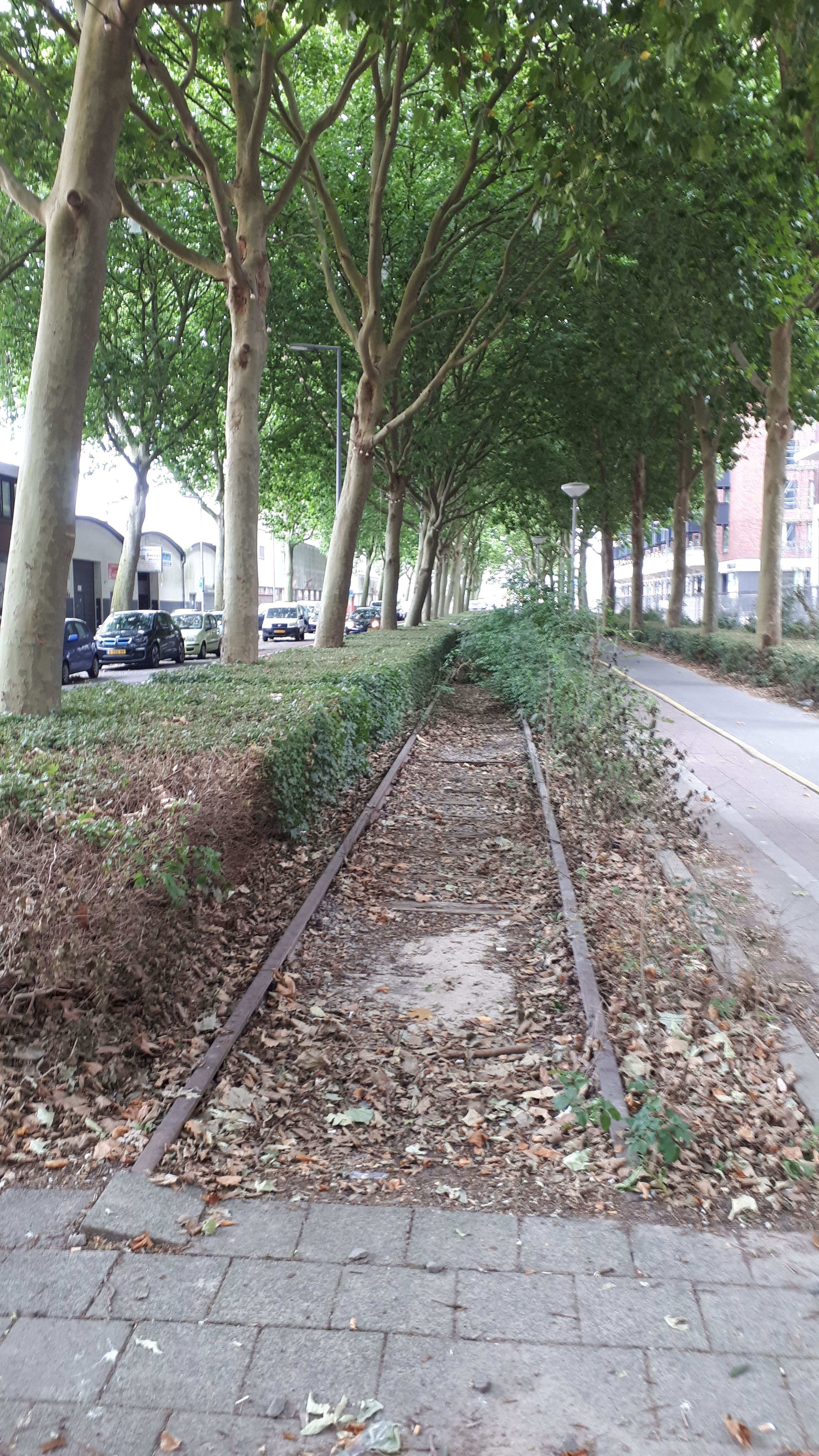
Brede Hilledijk, 2020

## Straatspoor Hillekopbuurt

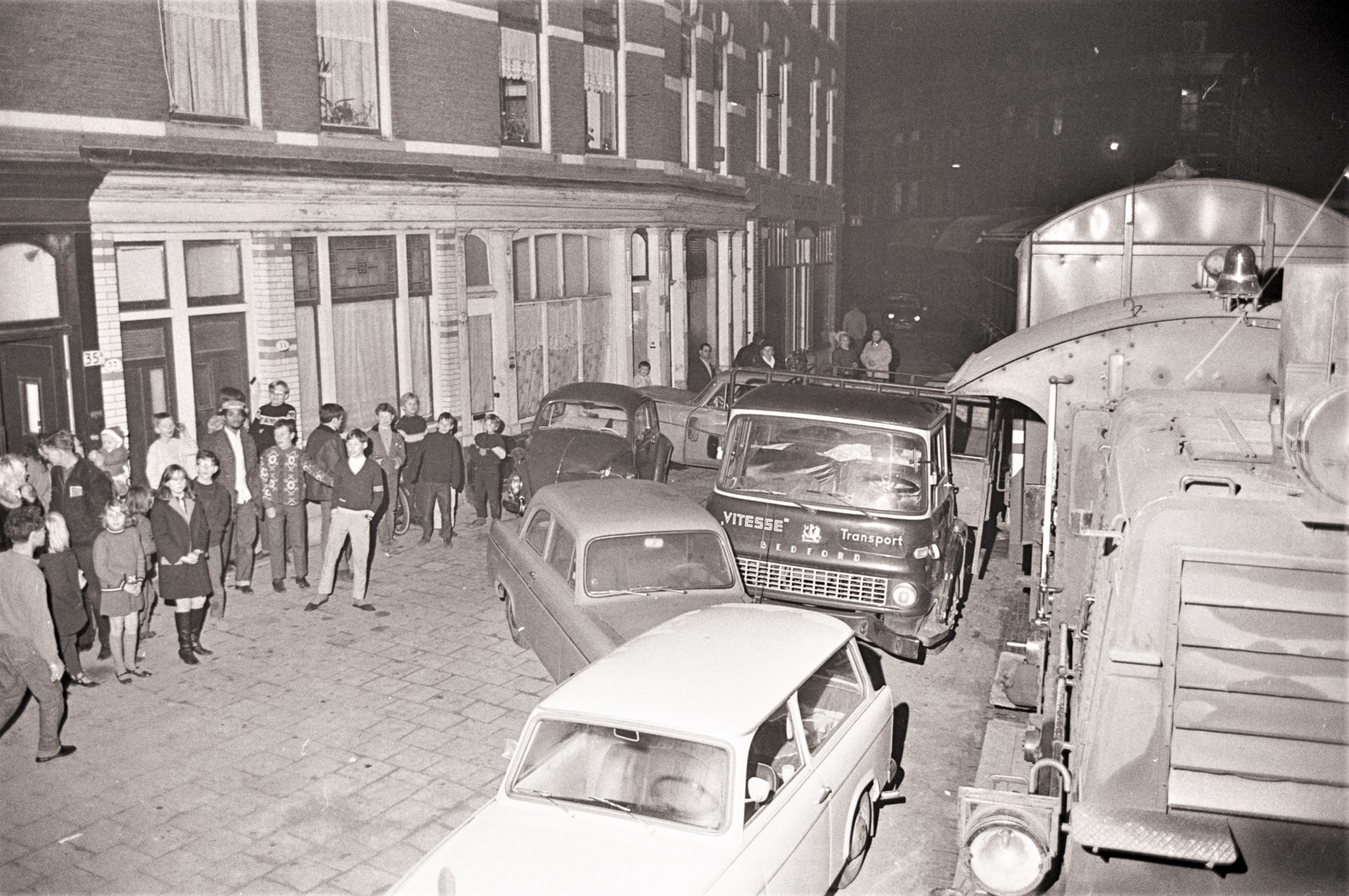
Een goederentrein in de Hillestraat beschadigt zeven geparkeerde auto's in 1967

De sporen op de Rijnhaven Zuidzijde, Oostzijde en Noordzijde waren oorspronkelijk aangesloten op het emplacement Feijenoord via de straatsporen in de Hillekopbuurt. Dit is een driehoekige woonwijk in de Afrikaanderwijk, die vanaf 1895 werd gebouwd. De Hillekopbuurt ligt tussen de Parallelweg, de Hillelaan en de Brede Hilledijk in. Tussen deze drie straten liggen de Hillestraat, Korte Hillestraat en de Hilledwarsstraat.
Het stratenplan van de Hillekopbuurt was primair gebaseerd op de loop van de sporen naar de Rijnhaven. De huizenblokken in de Hillestraat en Korte Hillestraat werden daarvoor aan weerszijden van de sporen gebouwd, die verzonken in het wegdek in het midden van de straat lagen. Op de Brede Hilledijk was meer ruimte voor de trein. Hier lagen de sporen vooral in de berm naast de dijk. De Brede Hilledijk was oorspronkelijk nauwelijks als dijk herkenbaar en dat was mede de oorzaak dat de Afrikaanderbuurt in januari 1953 onder water kwam te staan. De dijk werd daarom in 1960 opgehoogd tot de huidige hoogte.
Dat de sporen in de Hillekopbuurt lagen, betekende dat alle rangeertreinen van en naar de Rijnhaven en (vanaf 1965) Maashaven Noordzijde door de straten van deze buurt reden, voor ze de Hillelaan overstaken naar de haventerreinen. Sommige van deze treinen waren zo lang dat de machinist de andere zijde van zijn trein niet kon zien. Daarom liep hier altijd een rangeerder met een rode vlag bij. De treinen zorgden regelmatig voor opstoppingen en ongelukken in de wijk en op de Hillelaan. Toen in de latere jaren steeds meer auto's in de wijk verschenen stonden die regelmatig te dicht op het spoor geparkeerd. Deze auto's moesten dan weggesleept worden omdat de trein er niet langs kon, of de trein reed door waarbij de auto's werden beschadigd door de wagons.
Tussen 1985 en 1989 vond de eerste stadsvernieuwing plaats in de Hillekopbuurt. De 19e-eeuwse woonblokken werden gesloopt en vervangen door nieuwbouw. Aan de Hillelaan werden appartementencomplexen gebouwd. Om de treinen doorgang te geven naar havenbedrijven aan de Rijnhaven Oostzijde werd in het slingervormige appartementencomplex een grote poort ontworpen in het verlengde van de Hillestraat. Deze poort werd maar kort gebruikt, want het spoor naar de Rijnhaven Oostzijde en de Parallelweg werd begin jaren 90 opgeheven en de Pakhuizen aldaar werden in 1992 gesloopt. De trein reed daarna nog tot 2002 door de vernieuwde wijk naar Katendrecht. Met het opheffen van de aansluiting verdwenen de rails in de wijk tijdens de vernieuwing van de bestrating.

### Routes
Aan het begin van de Brede Hilledijk was de toegang tot het emplacement Feijenoord. Er waren twee poorten voor de sporen naar Rijnhaven en Maashaven. Het spoor in de berm langs de dijk liep rechtdoor, stak de Hillelaan over en liep verder over de Brede Hilledijk in Katendrecht. Vanaf 1963 was er kort voor de kruising met de Hillelaan een aftakking die naar de kade van Maashaven Noordzijde liep. Het tweede spoor boog kort na de poort af naar de Hillestraat en liep rechtdoor naar de Rijnhaven Oostzijde en de Parallelweg. In de Korte Hillestraat takte het spoor af naar de Rijnhaven Zuidzijde.

### Monument De Wissel
In 2015 is op de hoek van de Brede Hilledijk en de Laan op Zuid een monument opgericht dat herinnert aan het spoorverleden. Het heet "De Wissel" en is gemaakt door Nico Parlevliet. Het beeld stelt een groot stenen speelgoedwissel voor, waar bovenop een bewaard gebleven handwissel uit de wijk is geplaatst. Dit handwissel werd door een buurtbewoonster gered bij de werkzaamheden waarbij de sporen uit de straat werden verwijderd.

### Afbeeldingen

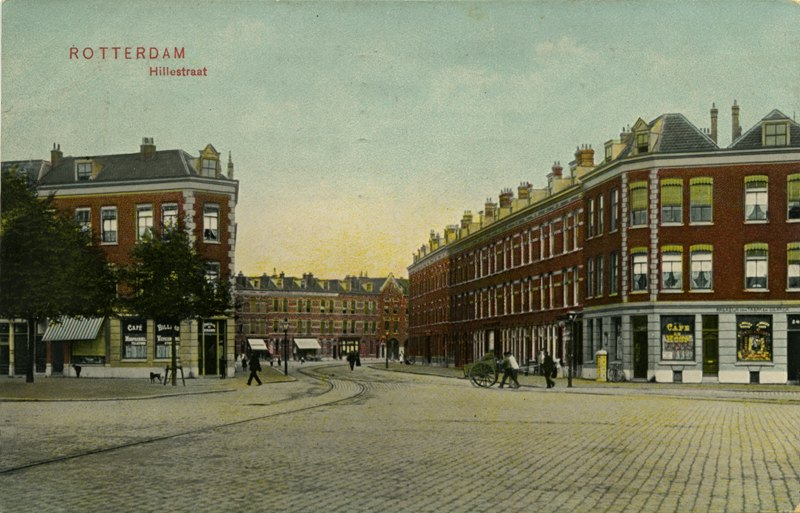
Straatspoor in de Hillestraat, 1908
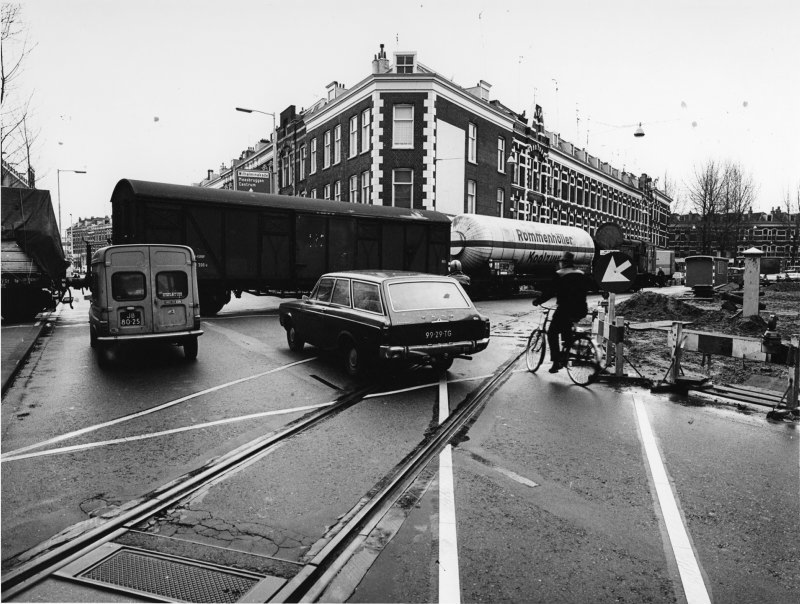
Een goederentrein op de hoek Hillelaan-Korte Hillestraat, 1977
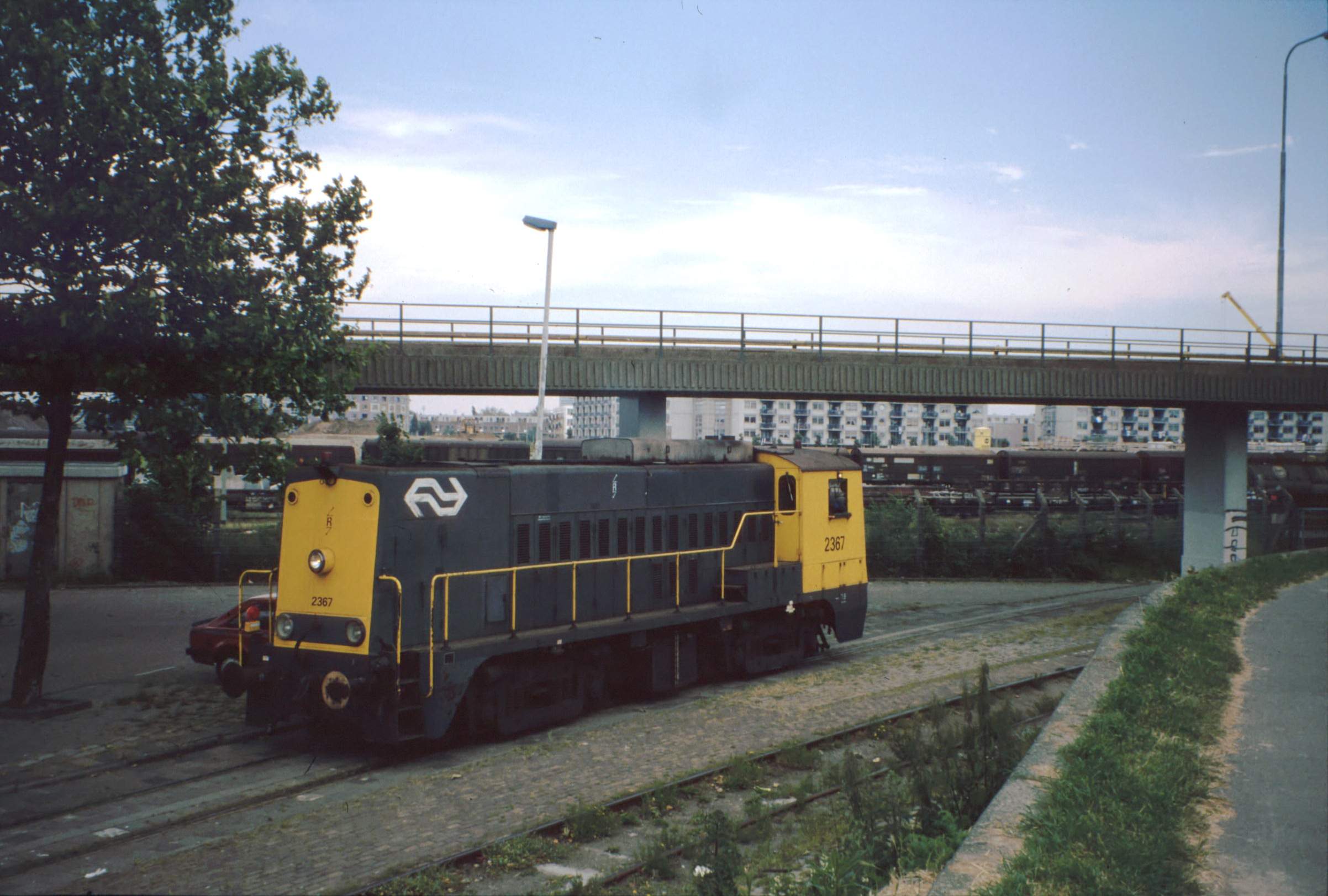
NS 2367 voor de poort van het emplacement Feijenoord, 1992

## Straatspoor Putselaan-Pretorialaan
De sporen voor Maashaven Zuidzijde, Maashaven Noordzijde en initieel Sluisjesdijk en Waalhaven hadden hun aansluiting op het hoofdspoor op het emplacement IJsselmonde. Deze aansluiting liep via goederensporen op de middenberm van de Putselaan en de Pretorialaan. Met name de Putselaan was een erg druk bereden spoorstraat. Hier lagen naast elkaar de rails van de stadstram van de RET, de tramlijn van de RTM naar de Zuid-Hollandse Eilanden en Zeeland en de goederentreinen van de NS. Daarnaast reden nog de (vracht)auto's en fietsers. Ook hier vonden regelmatig ongelukken plaats tussen trein en ander verkeer.
Tijdens de Watersnood van 1953 stroomde de Maashaven over en liep het water de Putselaan in, waardoor de sporen grote schade opliepen. De rails moest vervolgens hersteld worden.
In 1965 werd de aftakking over de Pretorialaan naar de Maashaven Noordzijde opgeheven, toen op de Hillelaan het metroviaduct werd gebouwd. Maashaven Noordzijde was reeds aangesloten op de Brede Hilledijk. De aansluiting van Maashaven Zuidzijde en Brielselaan werd in 1980 opgeheven, waarna het spoor op de Putselaan werd opgebroken.

### Routes
Het straatspoor begon bij de poort van emplacement IJsselmonde aan de 2e Rosestraat en boog daar af naar de Putselaan. Het spoor liep door de middenberm van de Putselaan tot aan de kruising met de Maashaven Oostzijde en van daar verder via de Brielselaan. Voor de kruising splitste 2 sporen voor de kade van Maashaven Zuidzijde af.
De sporen voor de Maashaven Noordzijde op Katendrecht takten van de Putselaan af op de Pretorialaan. Het dubbelspoor liep via de brede middenberm naar de kruising met de Hillelaan en verder naar de Brede Hilledijk. Voor de kruising met de Hillelaan takten twee sporen af voor de kade van Maashaven Noordzijde en de daarachter liggende industriestraat.

### Afbeeldingen

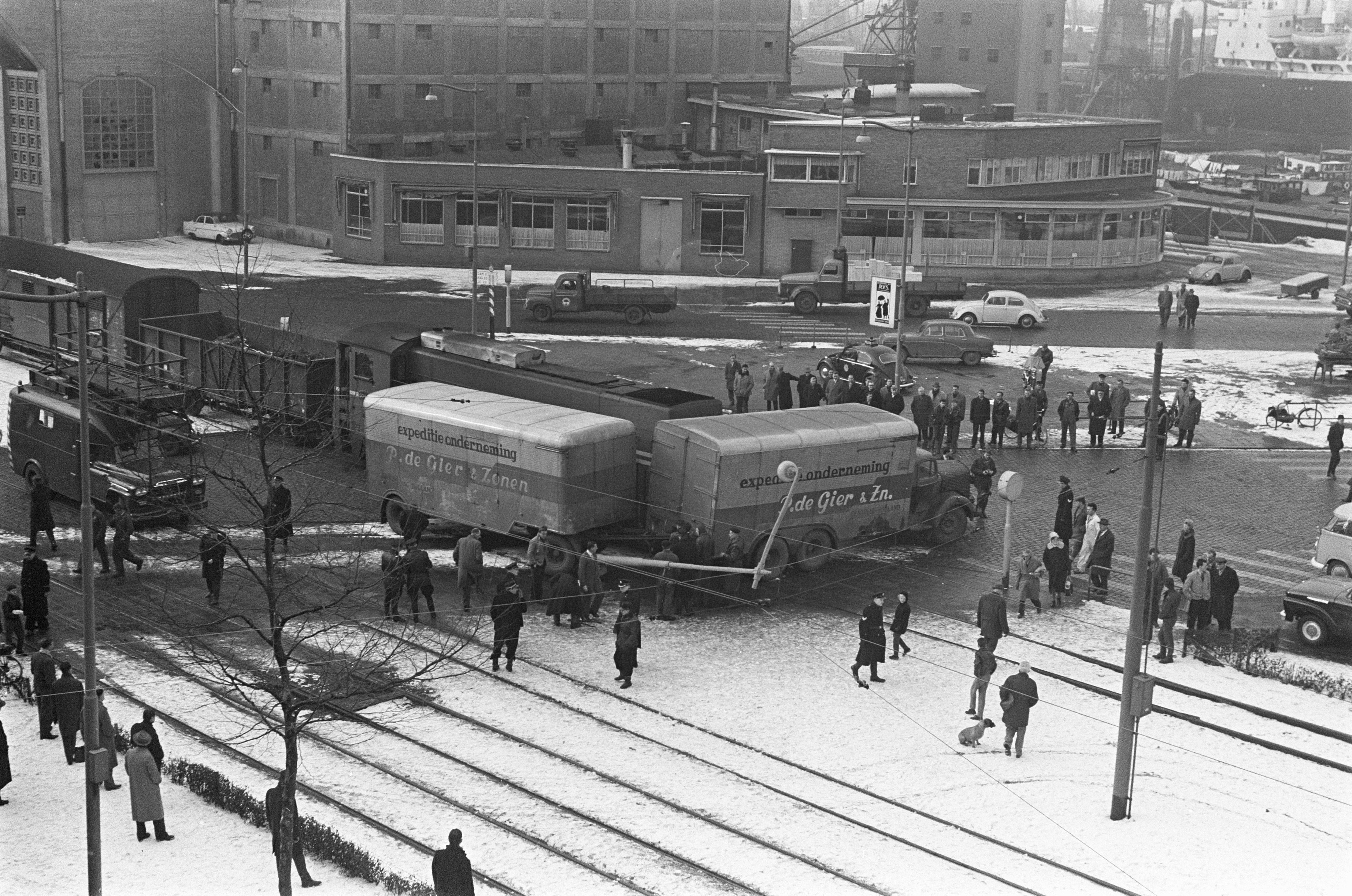
Een NS 2200 met goederentrein heeft op de kruising Maashaven Oostzijde-Putselaan een vrachtwagen geramd, 1963
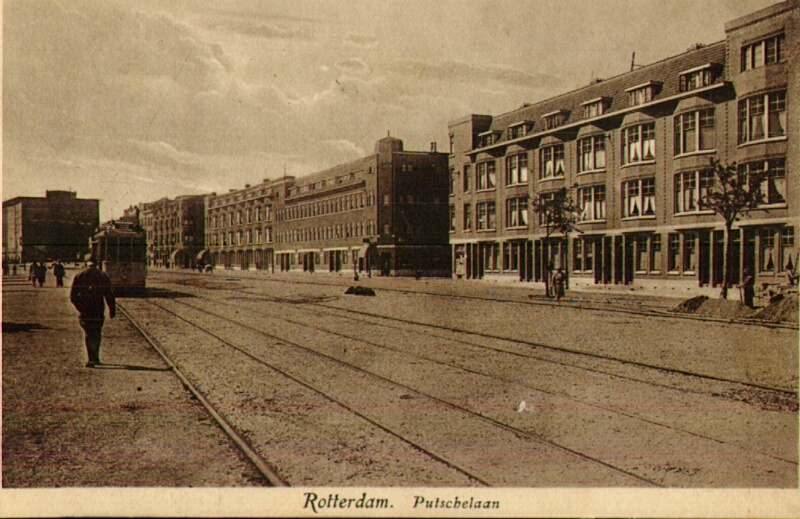
Sporen in de Putselaan, 1925. Het meest rechtse spoor was van de NS
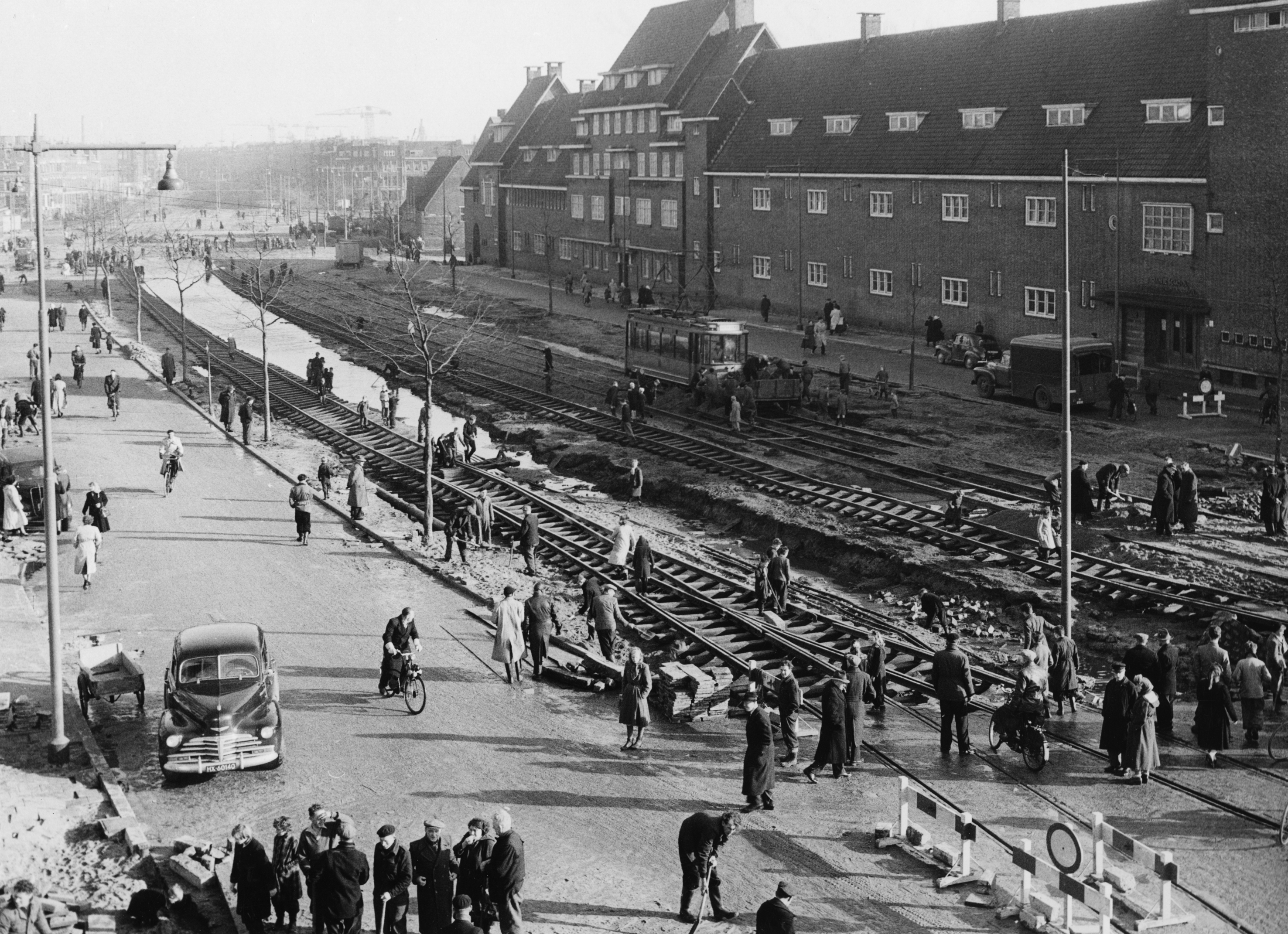
Herstelwerkzaamheden aan haven- en tramsporen in de Putselaan, 1953

## Wilhelminapier en Rijnhaven Oostzijde
De raccordementen Wilhelminapier en Rijnhaven Oostzijde ontsloten de havenbedrijven aan de Wilhelminakade (Nieuwe Maas), Rijnhaven Noordzijde (N.z.) en Rijnhaven Oostzijde (O.z.). Er lagen zowel sporen direct aan de kade, als in de industriestraten daarachter. Bij de aanleg hadden de sporen voor Rijnhaven N.z. en O.z. hun aansluiting op het emplacement Feijenoord, via het straatspoor in de Hillekopbuurt. De Wilhelminakade had een directe aansluiting aan de oostelijke zijde van het emplacement.

### Rijnhaven Oostzijde en Noordzijde
Het straatspoor op de Brede Hilledijk boog kort na de emplacementspoort af naar de Hillestraat. Het liep vervolgens rechtdoor en vertakte in drie sporen die de Hillelaan kruisten. Twee sporen liepen naar de kade van Rijnhaven Oostzijde. Het andere spoor splitste op de kruising nogmaals en liep naar de Parallelweg. Er stonden drie grote pakhuizen aan de kade, met de andere zijde aan de Parallelweg. Het eerste pakhuis was "De Eersteling" van de firma Pakhuismeesteren. Daarnaast stond het gebouw van C. Steinweg dat was verdeeld in de pakhuizen "Japan" en "China", met daarbij de loodsen "Siam" en "Korea". Het derde pakhuis was "Molukken" van Blauwhoed en Vriezenveem, op de hoek met de Wilhelminakade. Aan het einde van de Parallelweg bogen op de hoek van de Wilhelminapier drie sporen af naar de Rijnhaven Noordzijde, waarvan er twee over de industriestraat liepen en het derde langs de kade. Tussen de loodsen van de Müller & co en Blauwhoed en Vriesseveem was een open ruimte met overloopsporen tussen de industriestraat en de kade. Het spoor op de Parallelweg liep nog verder en was aangesloten op de sporen voor de Wilhelminakade en achterliggende industriestraat.
Voor de aanleg van het metro werd in 1965 op de Parallelweg begonnen met de bouw van het viaduct. Dit betekende dat de sporen van de Hillestraat naar de Parallelweg moesten komen te vervallen. De Parallelweg en Maashaven Noordzijde werden vervolgens aangesloten op een nieuw aansluitspoor aan de oostelijke zijde van emplacement Feijenoord. Het spoor voor de kade van Rijnhaven Oostzijde bleef tot begin jaren 1990 aangesloten op het straatspoor van de Hillestraat.

### Wilhelminakade
De Wilhelminakade was voor het grootste deel in gebruik bij de Holland-Amerika Lijn, al hadden de Pakhuizen van Pakhuismeesteren en Leydsche Veem hier op de industriestraat ook een aansluiting. De aansluiting van de sporen lag op de noordoostelijke zijde van het emplacement Feijenoord, bij het halfronde goederenkantoor van de NS. Hier splitste het spoor in drieën, waarbij twee sporen naar de industriestraat liepen en een spoor naar de kade. De Wilhelminakade was een van de weinige plaatsen waar naast goederen ook incidenteel personenvervoer plaatsvond. Hier reden passagierstreinen tot op de industriestraat voor de passagiers van de lijnschepen van de HAL. De Wilhelminakade raakte zwaar beschadigd bij de gevechten in 1940.
Bij het opblazen van de kades in 1944 liepen de pakhuizen en loodsen en de sporen daarvoor grote schade op. Zo moest De Eersteling na de oorlog deels herbouwd worden. Ook de rails werd opnieuw aangelegd tijdens het herstel van de kades. 
In het kader van de stadsvernieuwing van de Kop van Zuid werden de sporen op de Wilhelminapier begin jaren 1990 opgebroken.

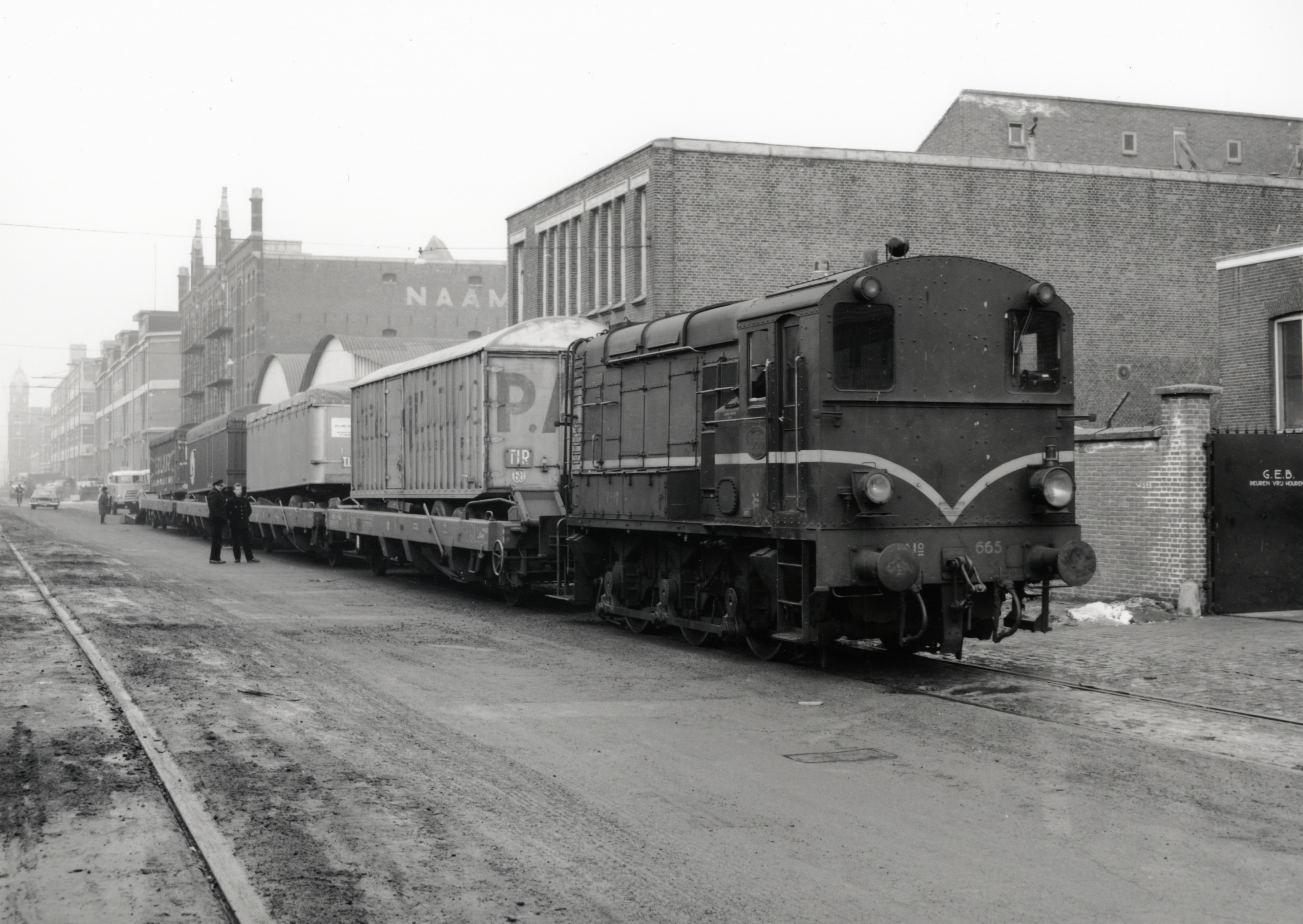
Goederentrein op de Wilhelminakade, 1963

### Aansluitingen
De lijst is incompleet

#### Rijnhaven O.z.
- Nederlandsche Veem/Pakhuismeesteren - Pakhuis "De Eersteling"
- Handelsveem/C. Steinweg - Pakhuizen "Japan" en "China" en loodsen "Korea" en "Siam"
- Vriesseveem/Blauwhoed en Vriesseveem - Pakhuis "Molukken"

#### Rijnhaven N.z.
- Phs. van Ommeren - Loodsen
- Blauwhoedenveem - Pakhuizen "Scheepvaart", "Handel" en "Nijverheid"
- Wm. H. Müller en Co - Loodsen
- Pakhuismeesteren - Pakhuizen "Java", "Sumatra", "Borneo", "Celebes" (tegenwoordig hotel en supermarkt[11])
- Leydsche Veem - Pakhuizen "De Ruijter", "Johan de Wit" en "Tromp" (tegenwoordig appartementencomplex 't Leidsche Veem)

#### Wilhelminakade
- Holland-Amerika Lijn - Pakhuizen "Chicago", "Baltimore" en "New York", diverse loodsen en vertrekhal.

### Afbeeldingen

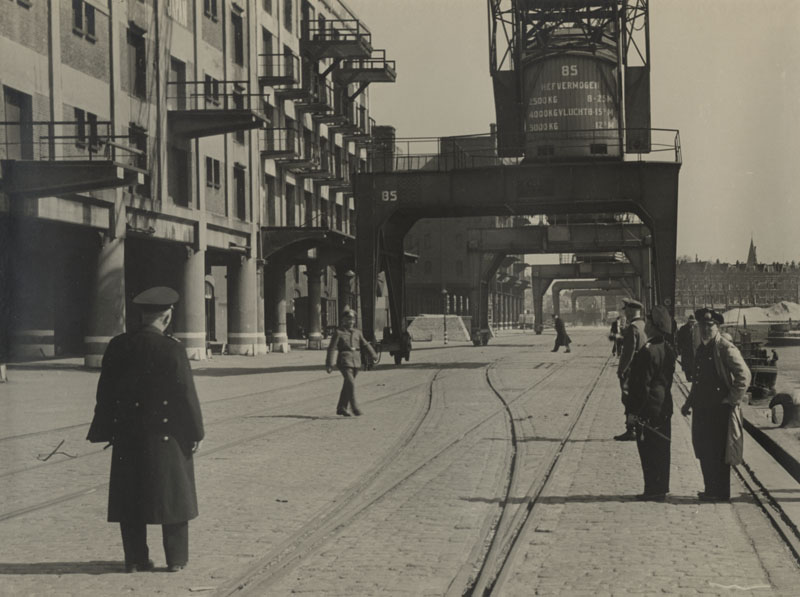
Rijnhaven O.z., 1941
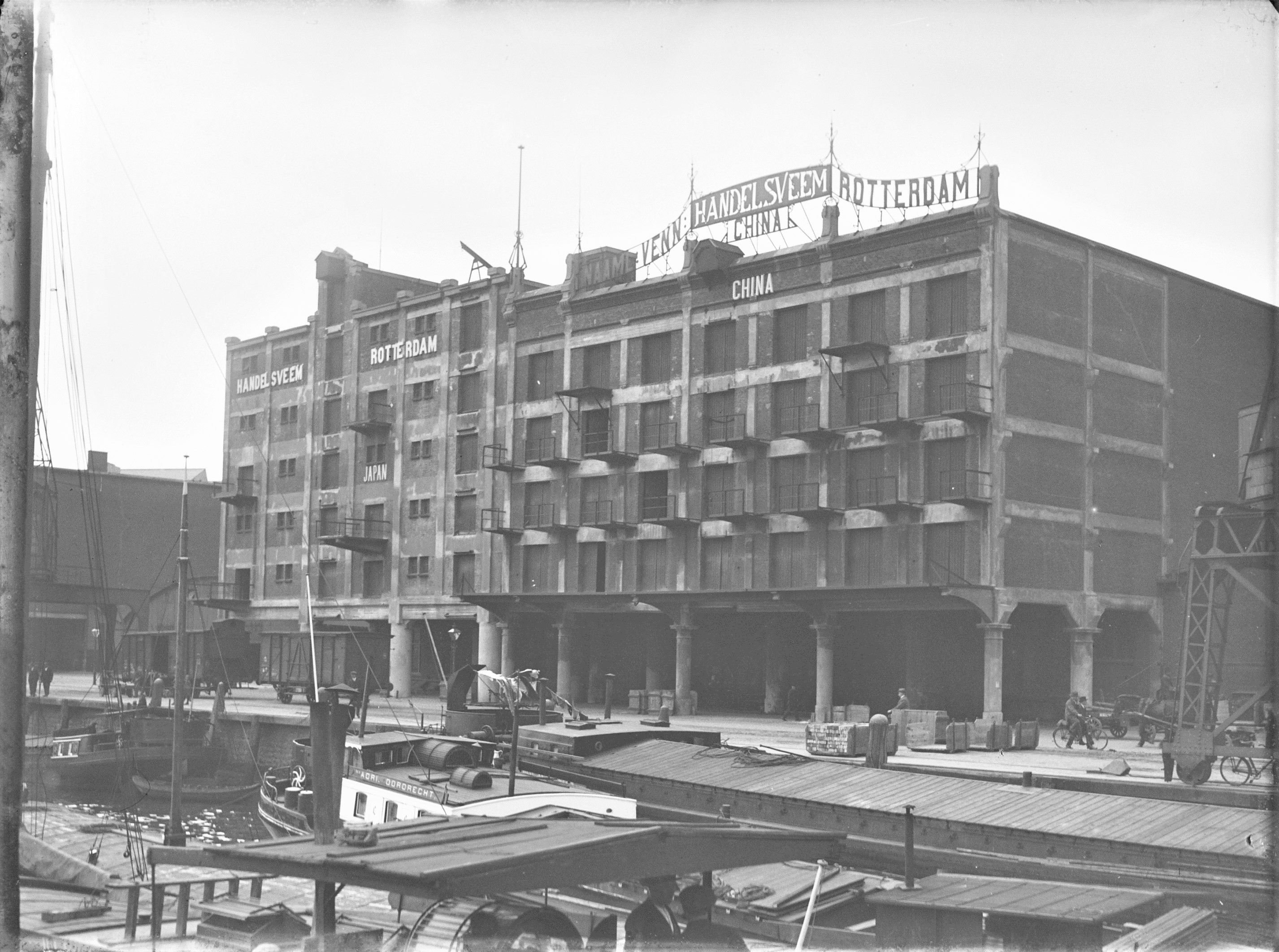
Rijnhaven O.z., 1928
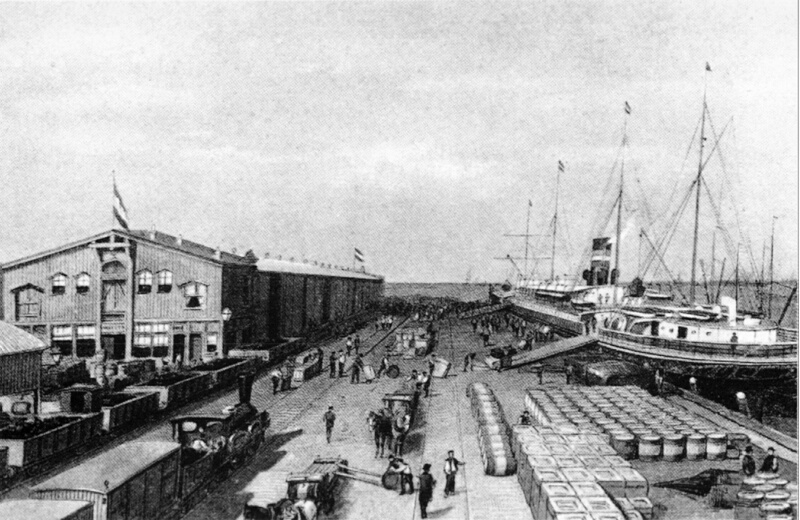
Goederentreinen op de Wilhelminakade, 1891

## Katendrecht
Het raccordement Katendrecht bevatte de spoorlijnen voor de Rijnhaven Zuidzijde, Maashaven Noordzijde en de 1e en 2e Katendrechtsehavens. Op de Brede Hilledijk lag de centrale stamlijn voor het raccordement, al hadden de kades en achterliggende industriestraten via een eigen aansluiting op de straatsporen in de Hillekopbuurt en Pretorialaan-Putselaan.

### Brede Hilledijk-Veerlaan-Katendrechtsehavens
De stamlijn voor het raccordement begon op het emplacement Feijenoord, waar deze via een wissel in twee sporen afboog naar de emplacementspoorten op de Brede Hilledijk. Hier begon het straatspoor van de Hillekop-buurt. Het zuidelijke spoor volgde de dijk langs de Brede Hilledijk, stak de Hillelaan over en vervolgde zijn weg op Katendrecht in het midden van de Brede Hilledijk, waar in het eerste deel een klein emplacement lag met meerdere sporen en wissels. Hier waren aftakkingen naar de Maashaven Noordzijde en de Veerkade. Het spoor op de Brede Hilledijk liep door naar het 2e en 3e Katendrechtse Hoofd. Het spoor op de Veerlaan had voor de Fenix 1-loods een overloopspoor naar de kade. Op de Veerlaan liep het spoor door tot aan Provimi en het Buizenpark en boog daar af naar het 1e Katendrechtse Hoofd. De 1e Katendrechtsehaven werd primair gebruikt voor steenkooloverslag. De 2e Katendrechtsehaven had een grote houtoverslag en later een koelpakhuis.
In 1995 werd de 1e Katendrechtse haven gedempt en de 2e Katendrechtse Haven versmald. De sporen waren in de jaren daarvoor al verwijderd. In 2007 werd de aansluiting van de Brede Hilledijk op de Hillelaan opgebroken. De overige sporen op Katendrecht verdwenen in de jaren daarna. Vier wissels van de Brede Hilledijk werden nog geschonken aan de Stichting voorheen RTM.

### Rijnhaven Zuidzijde/Zuidwestzijde
Het havenspoor op de Rijnhaven Zuidzijde bestond uit sporen op de kade en de daar achterliggende industriestraat. Aan de kade begon het spoor bij de poort van Codrico en liep verder naar de daarachterliggende bedrijven. Voor 1945 liep het spoor tot aan de Cuba- en Mexicoloods van de Holland-Amerikalijn. Na de knik in de kade lag de Rijnhaven Zuidwestzijde, waar de zeer grote loods San-Francisco dicht op de kade was gebouwd, zodat hier geen ruimte was voor de trein. Door het opblazen van de kades in 1944 werd een aanzienlijk deel van de San-Franciscoloods aan de kadezijde verwoest. Bij de herbouw werd de loodswand aan de kadezijde een stuk naar achteren gebouwd, waardoor een bredere kade ontstond waar kranen en sporen konden worden aangelegd. Bij een brand in 1947 stortte het middendeel van de loods in, waarna uit de resterende delen van het gebouw twee nieuwe loodsen (Fenix 1 en Fenix 2) werden opgebouwd, die eerst door Van Gend en Loos en vervolgens C. Steinweg werden gebruikt.
De industrieweg van Rijnhaven Zuidzijde was ongeveer 300 meter lang. Hier stond onder andere het koffiepakhuis Santos, het enige Veemgebouw op Katendrecht, en Rommenhöller (later AGA), een van de laatste bedrijven die via de havensporen werd bediend.
Na het opheffen van de aansluiting werden in 2009 de sporen op de industriestraat Rijnhaven Zuidzijde verwijderd en de loodsen gesloopt. Het kadespoor is in 2020 nog deels aanwezig.

### Maashaven Noordzijde
Het oostelijke deel van de Maashaven Noordzijde werd oorspronkelijk gebruikt voor de overslag van erts. Hier was op het Derde Katendrechtse Hoofd de Steenkolen Handelsvereniging gevestigd met een kolentip voor het overladen van kolen van de trein op het schip. Daar naast was Thomsen's Havenbedrijf gevestigd, waar met grote elektrische transportbruggen erts werd overgeladen op goederenwagons op de kade. Het westelijk deel van de Maashaven Noordzijde werd gebruikt voor overslag van stukgoed en hier stonden een aantal loodsen. Er lagen sporen aan de kade en aan de achterliggende industriestraten, waarbij op een aantal plaatsen overloopsporen waren aangelegd.
In 1944 werd de Maashaven Noordzijde grotendeels verwoest. De steenkolenoverslag werd weer opgebouwd, maar de ertsoverlag van Thomsen niet. Op dit terrein werden ook loodsen gebouwd. De laatste bediening van het spoor aan de Maashaven Noordzijde vond plaats op 4 juni 1998. Een NS 6400 bezorgde drie rongenwagens met staalkabels voor de firma HANNO. Een aannemer was echter al begonnen met de sloop van de loodsen aan de kade en de wagons konden slechts met grote moeite bezorgd worden. Hierna werd het spoor op de Maashaven Noordzijde niet meer gebruikt en werden de sporen opgebroken.

### De Rode Loper
De Rode Loper is de naam van het wandelpad dat gedeeltelijk is aangelegd op de plaats van de havensporen aan het begin van de Brede Hilledijk op Katendrecht. De aanleg startte in 2008 op initiatief van de Katendrechtse bewonerswerkgroep "Levendig en Leuk". De rails zou oorspronkelijk verzonken in de bestrating als herinnering achterblijven. Echter is er voor gekozen op de aangelegde delen alleen de contouren van de rails met tegels weer te geven.

### Aansluitingen
De lijst is incompleet

#### Rijnhaven Zuidzijde
- Rommenhöller
- Wambersie & Zn
- Gemeentelijke Handelsinrichtingen - Loodsen
- Blauwhoedenveem - Pakhuis Santos
- Codrico
- Holland America Cotton Oil Company/Holland-Amerika Lijn - loodsen "Cuba" en "Mexico"

#### Rijnhaven Zuidwestzijde
- Holland-Amerika Lijn - Magazijn "San Francisco", loods "San Francisco". Gedeeltelijk verwoest verwoest in 1944 en in 1947 is het middendeel door brand ingestort
- C. Steinweg - loodsen "Fenix 1" en "Fenix 2", in 1954 herbouwd uit de restanten van loods "San Francisco"
- Provimi

#### 1e en 2e Katendrechtsehaven
- Steenkolen Handelsvereniging
- Rotterdamsche Koel- en Vrieshuizen, NV[17]

#### Maashaven Noordzijde
- HANNO
- Thomsen's Havenbedrijf

### Afbeeldingen

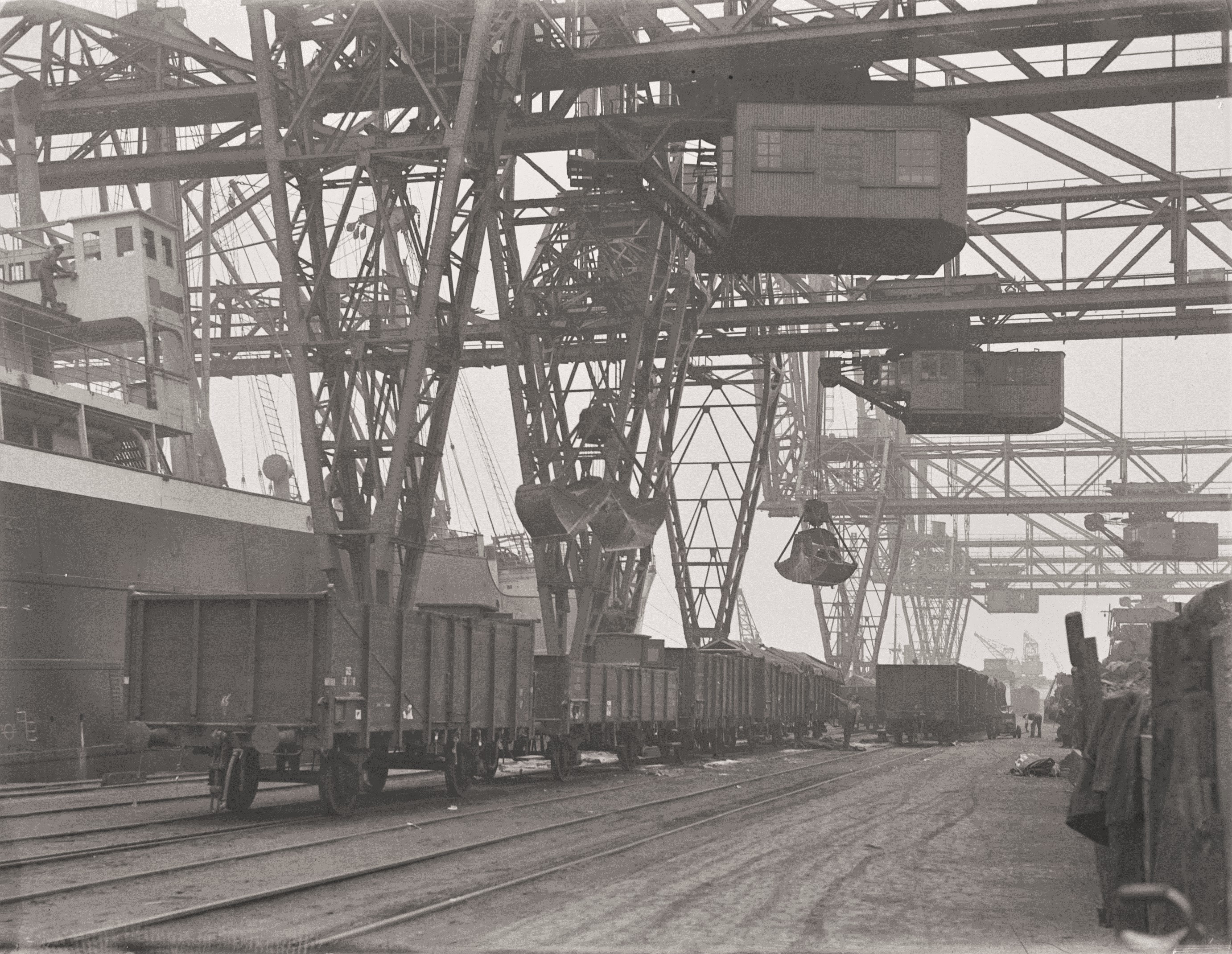
Maashaven N.z., 1935
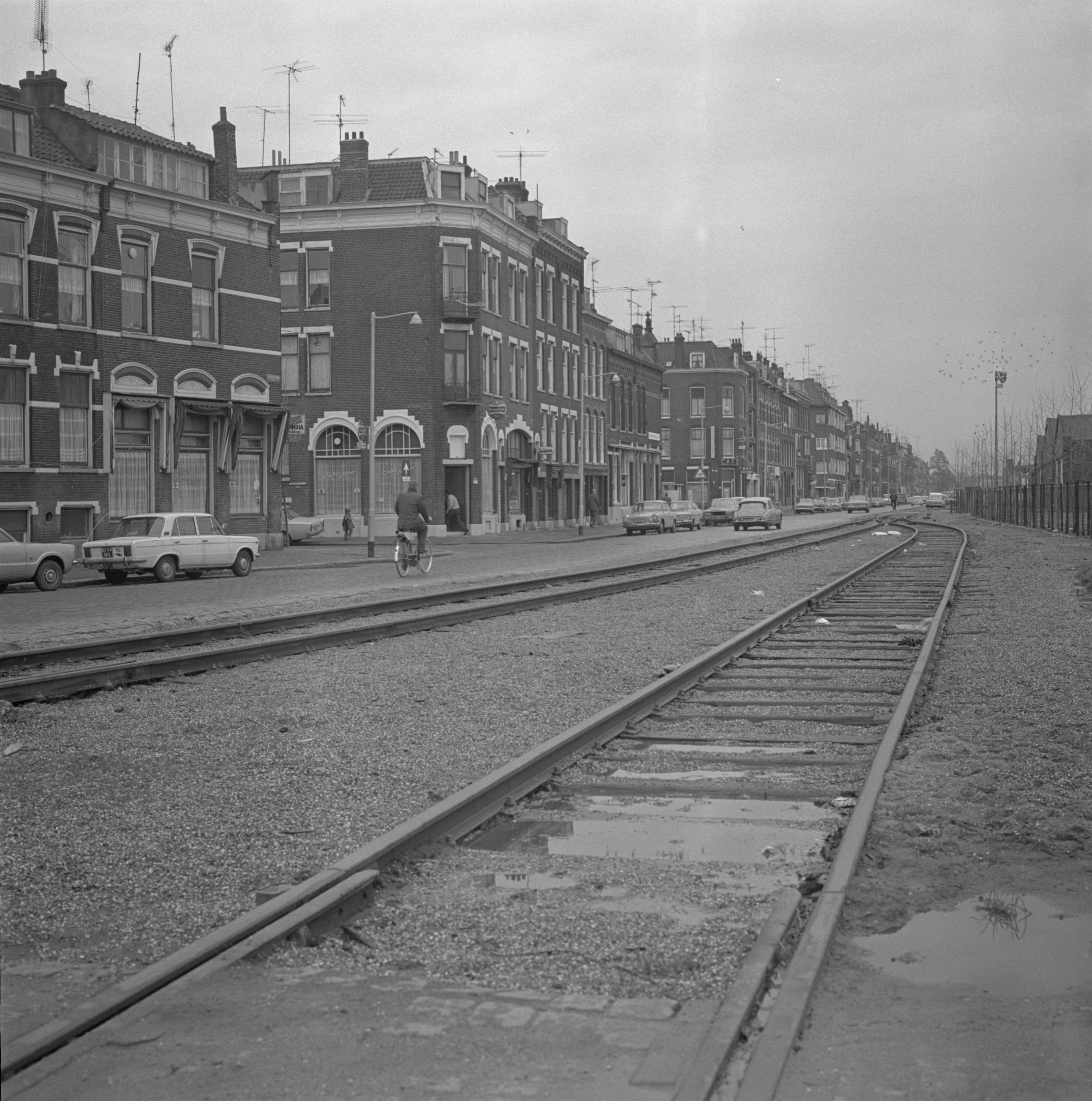
Tolhuislaan, 1972
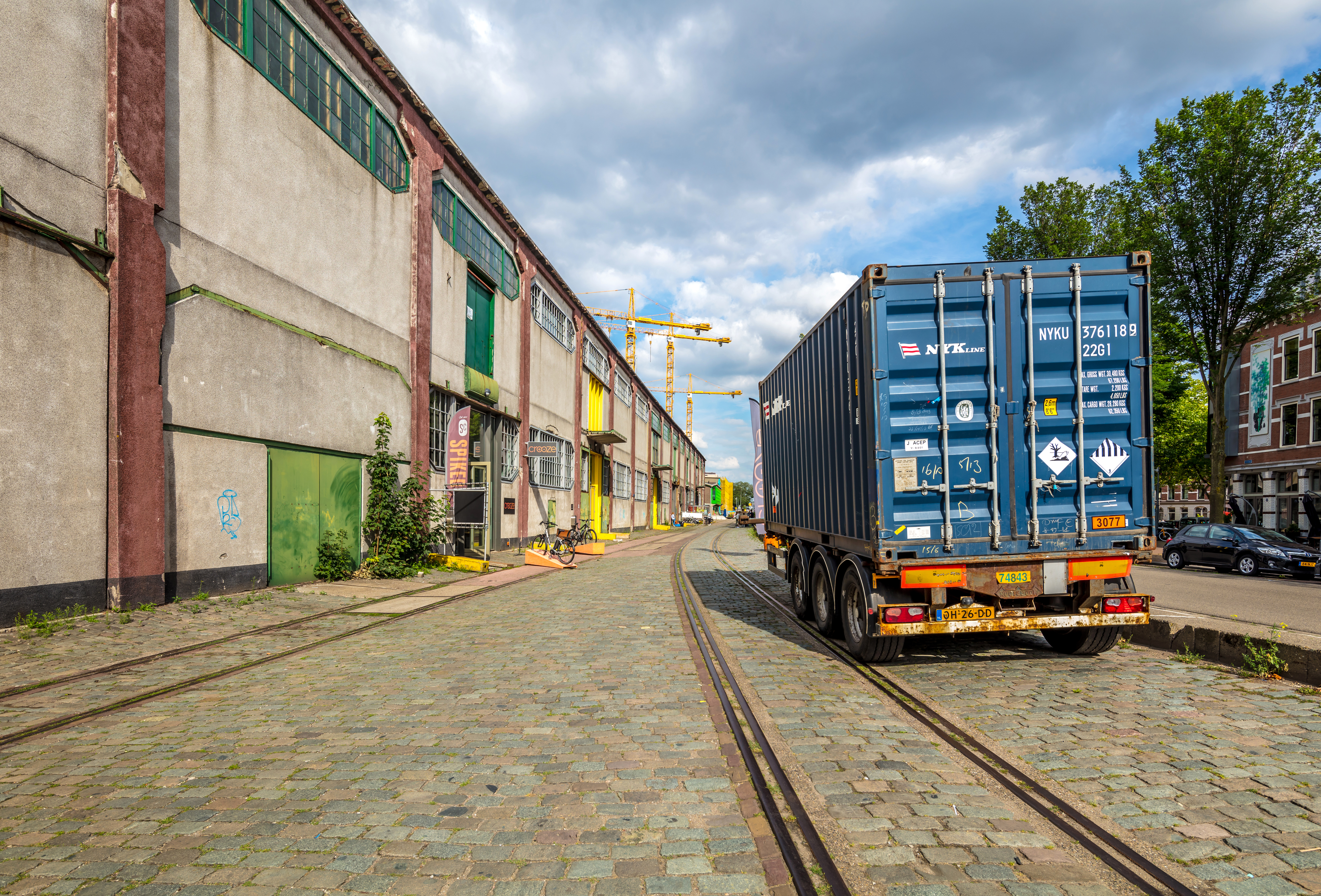
Veerlaan, 2018

## Maashaven Zuidzijde
De Maashaven Zuidzijde werd voornamelijk als graanhaven ingericht. De brede Maashaven maakte het namelijk mogelijk dat schepen op stroom het graan konden overladen, dat wil zeggen direct van schip op schip. Aan de kade vestigden zich diverse graanhandelsbedrijven, waaronder de meelfabriek Meneba, Quaker Oats en de grote Maassilo.
Het havenspoor voor de Maashaven Zuidzijde had via de Brielselaan en Putselaan zijn aansluiting op het emplacement IJsselmonde. In tegenstelling tot de andere kades van Maashaven en Rijnhaven, lag er langs de Maashavenhaven Zuidzijde maar een beperkt stuk spoor op de kade. Alleen in de oostelijke hoek lag er bij de Maassilo tot aan de meelfabriek Meneba dubbelspoor op de kade en bij de loodsen daarnaast nog enkele tientallen meters enkelspoor. Het spoor liep voornamelijk over de Brielselaan langs de bedrijven die daar gevestigd waren. Bij de Graan Elevator Maatschappij takte weer een spoor af naar de kade.
Het spoor liep verder tot aan de Doklaan en verder waar het aansloot op het havenspoor van de Sluisjesdijk en de Waalhaven-Oost. Deze aansluiting werd in 1974 opgeheven.
Het spoor voor Maashaven Zuidzijde en Brielselaan werd in 1980 opgeheven.

### Aansluitingen
De lijst is incompleet
- Maassilo
- Quaker Oats
- Metaalhandel Brasilay
- Machinefabriek Braat N.V.
- Graan Elevator Maatschappij
- Meneba - Meelfabriek

### Afbeeldingen

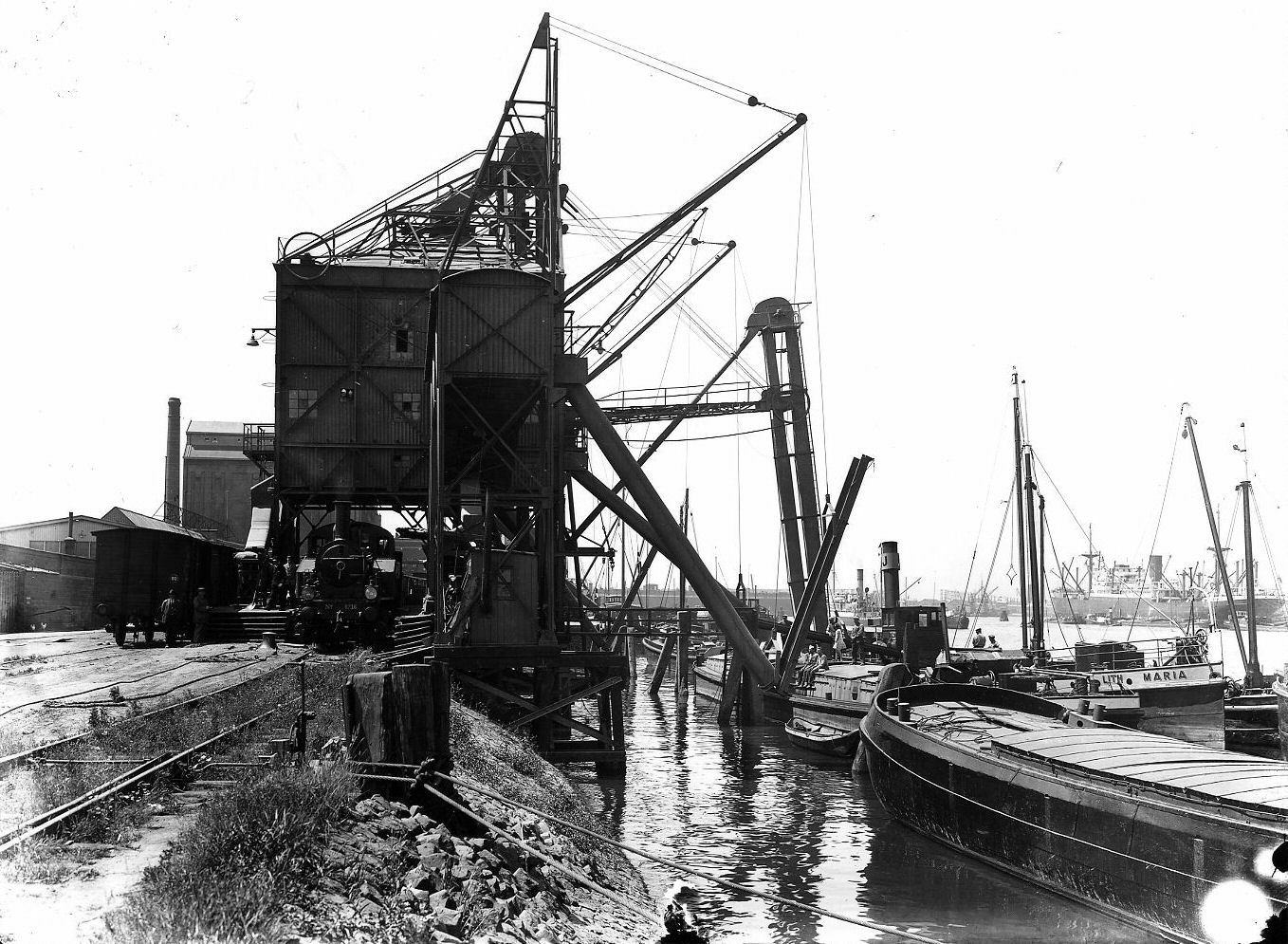
Maashaven Z.z., 1925-1935
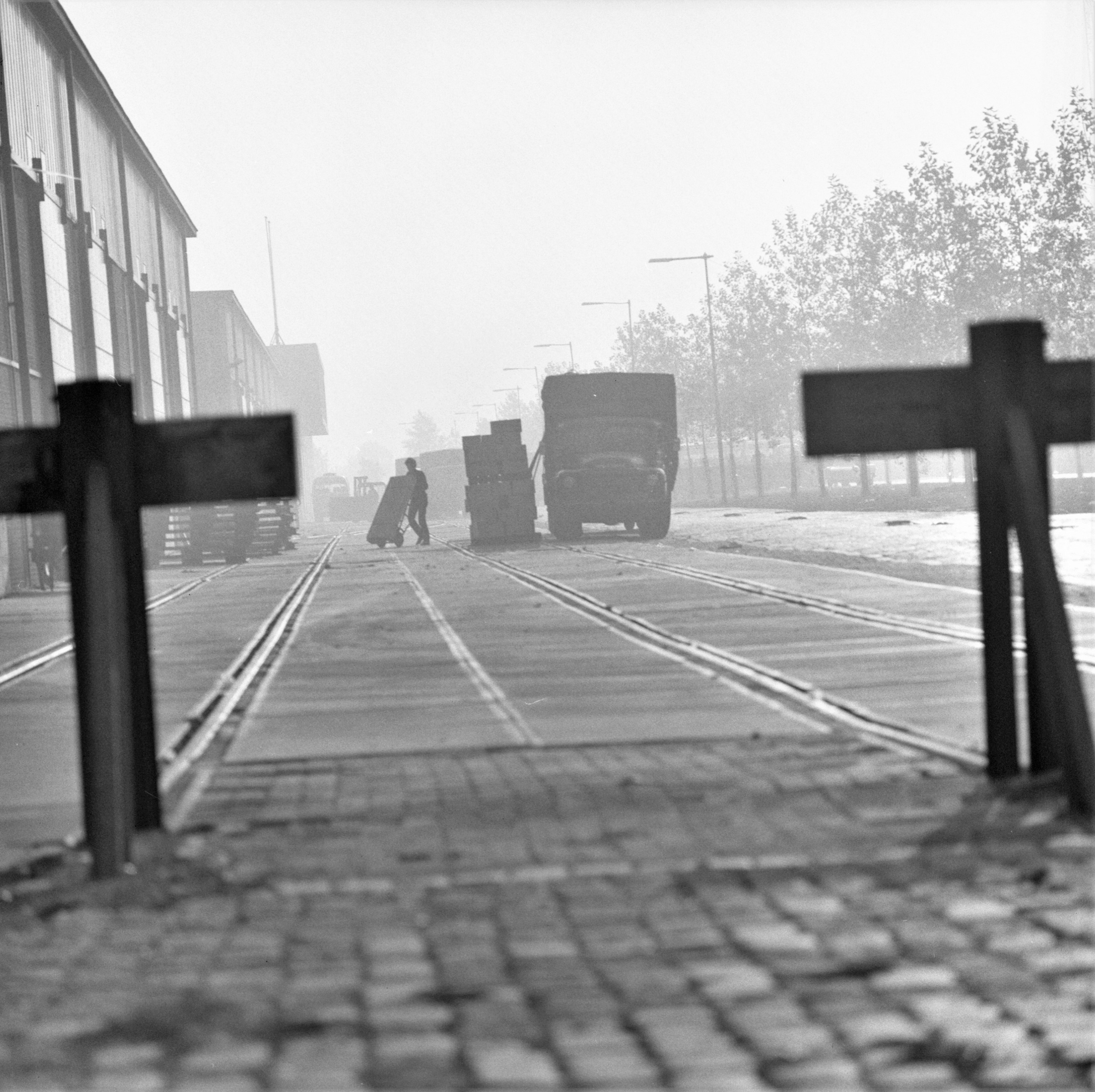
Rails en stootblokken bij Meneba, 1970
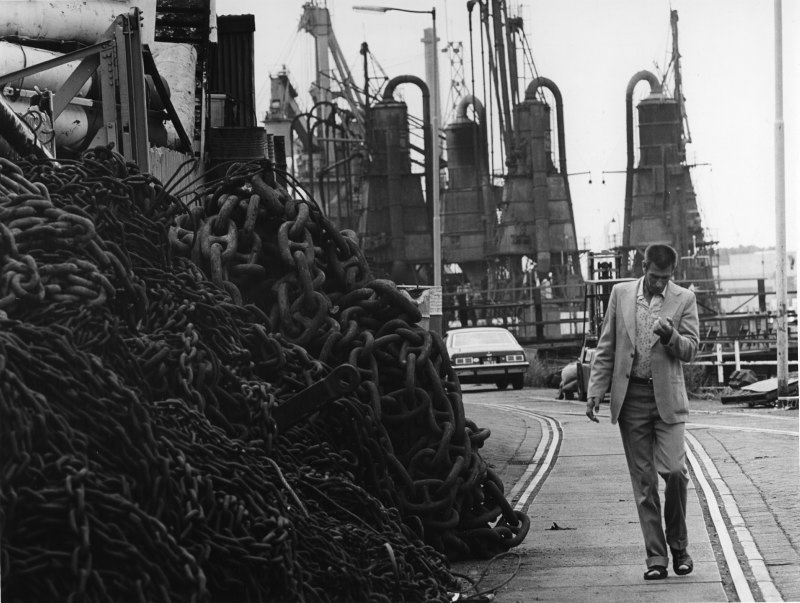
Kadespoor bij metaalhandel Brasilay en de Graan Elevator Maatschappij